# Västra Torups kyrka
Västra Torups kyrka är en kyrkobyggnad i Västra Torups samhälle omkring två mil väster om Hässleholm. Den är församlingskyrka i Tyringe församling i Lunds stift.

## Kyrkobyggnaden
Stenkyrkan uppfördes i romansk stil omkring år 1200 och består av ett långhus med ett lägre och smalare kor samt en liten halvrund absid i öster. Vid västra sidan finns ett kraftigt kyrktorn. Ursprungliga kyrktornet uppfördes samtidigt som övriga kyrkan. Under 1400-talet revs tornets övre del samtidigt som innertaket försågs med valv. Något senare uppfördes nuvarande kyrktorn. 1861 genomgick kyrkan kraftiga förändringar då vapenhuset i söder revs och tornet fick sitt nuvarande utseende med trappgavlar. Kyrkklockorna flyttades då in i tornet och ett timrat klockhus som låg vid sydvästra sidan revs. 1925 restaurerades kyrkan. Vid mitten av 1960-talet, när invändiga restaureringsarbeten utfördes, upptäcktes målningar som var dolda av flera lager kalk. Flera målningar hade förstörts när fönstren förstorades. Enda synliga målningen idag är ett invigningskors vid triumfbågens norra sida.

## Inventarier
- Triumfkrucifixet är från 1475.
- Altaruppsatsen tillverkades troligen på 1630-talet. Högst upp finns Kristian IV:s monogram. 1761 kompletterades altaruppsatsen med ett kors. Arbetet utfördes av den kände provinsialbildhuggaren Johan Ullberg i Finja.
- I tornet hänger två klockor. Lillklockan av malm göts 1496 av Knut Grudnick. Storklockan göts 1912 av Bergholtz klockgjuteri i Stockholm.

### Orgel
- En orgel byggdes 1883 av Anders Victor Lundahl, Malmö och hade då sex stämmor. Den avsynades den 8:e och invigdes söndagen 10 juni 1883.[1]
- Den nuvarande orgeln byggdes 1968 av J. Künkels Orgelverkstad AB, Lund och är en mekanisk orgel.

| Huvudverk I   | Svällverk II      | Pedal      | Koppel |
| Rörflöjt 8'   | Koppelflöjt 8´    | Subbas 16´ | I/P    |
| Principal 4'  | Täckflöjt 4'      | Oktava 4'  | II/P   |
| Blockflöjt 2' | Principal 2'      |            | II/I   |
| Mixtur 3 chor | Kvint 1 1/3'      |            |        |
|               | Crescendosvällare |            |        |

### Webbkällor
- Tyringe kyrkliga samfällighet
- Åsbo Släkt- och Folklivsforskare
- Demografisk Databas Södra Sverige
- Byalaget Västra Torup